# 高鳥屬
高鸟，是一个与现代叫鹤相关的已灭绝属，生活在约3700万至约2000万年前的北美。与其近亲骇鸟类似，高鸟通常被视为一种不会飞的捕食者，在由哺乳动物主导的环境中占据捕食性生态位。高鸟属是一个高度多样化且极其成功的属，从晚始新世到早中新世，本属涌现出大量物种，在北美古生物史上留下浓墨重彩的一笔。

## 描述
尽管其大多数材料都非常不完整，但我们已经发现并认识了了高鸟的后肢、前肢、骨盆和头骨等。迹足高鸟(Bathornis grallator)因其几乎完整的骨骼以及带有比例较大钩状喙的头骨而为人得知。高鸟科鸟类的第二趾情况目前未知，但其第一趾同大多数叫鹤目鸟类一样高度减少。高鸟与骇鸟具有相似的、强壮的喙部与缩小的鸟喙骨，这些特征可能来自于相近生活模式所引起的趋同进化。
总而言之，高鸟是一种有着长腿、短翅、大颅骨的鸟，其形状与骇鸟有所相似相似。它的众多种跨大小跨度极大，小型者只有现代叫鹤一般大小，而体型巨大者甚至能达到两米高。

## 发现与命名
模式种迅猛高鸟(B. veredus)，正模标本Denver Mus. Nat. Hist. No. 805由Philip Reinheinter从科罗拉多州韦尔德县的渐新世地层中发现并由Alexander Wetmore描述，这种鸟最开始被称为“cedicnemidid”(一个所谓“厚膝盖鸟类”的垃圾箱类群)，它被认定与现代叫鹤相关，并依此并建立了高鸟亚科(Bathornithinae)。与此同时另外两种鸟也被描述，即Palaeocrex与Palaeogyps，后来证明是皆为高鸟材料，后者更是迅猛高鸟(B. veredus)的同义词。
与现代的叫鹤亲戚相比，这种鸟被认为是巨大的，这可能是它的属名“tall bird”的来源。其种加词“veredus”却没有给出解释，通常认为它是一个描述速度的拉丁词。

## 分类
传统意义上，高鸟是高鸟科的成员，这个科还包含副凤冠雉(Paracrax)与变鸟(Eutreptornis)两个可能的成员。但仍有研究认为高鸟相较于副凤冠雉，可能更接近骇鸟，因此高鸟在叫鹤目中的具体位置依然并不完全清楚。
高鸟属几乎是整个叫鹤目有史以来种级单位最多的属，其中至少有五个种得到了广泛认可。其他的属要么被认为属于独立的属，要么呈现为该属内其他物种的同义词。尽管该属有着巨大的时间跨度，为其提供了很大的多样性，但考虑到一些所谓的“同域物种”的差异实际上可能在同物种个体差异的范围内，有人提出了一些更加谨慎的建议。

### 迅猛高鸟 Bathornis veredus
本属的模式种，有着接近现代鸸鹋的体型。（见前文）

### 奔高鸟 Bathornis cursor
由Alexander Wetmore于1933年首次描述的物种。虽然与迅猛高鸟在同一地层中发现且两者大小相似，但由于两者气管的几个区别， 奔高鸟被认为是另一个物种。Wetmore 将这种鸟称为“来自同一地层的体型更大的捷足高鸟(B.celeripes )”，但之后的研究也显示出与捷足高鸟的巨大区别，并且它出现在相当早的沉积中。

### 地纹高鸟 Bathornis geographicus
由Alexander Wetmore在1942年首次描述的物种。一种来自南达科他州、内布拉斯加州和怀俄明州岩层的渐新世大鸟，很可能是迅猛高鸟本身的直系后代。它比迅猛高鸟和奔高鸟更大，很可能是该属已描述成员中体型最大的，它与体型稍大的近亲巨副凤冠雉(Paracrax gigantea)和一些鬣狗角色的肉食性哺乳动物在Brule组共存。

### 真高鸟 Bathornis fax
这个物种最开始被认为属于一个独立的属Palaeocrex，与迅猛高鸟一同描述。但随后的研究表明其实际上是高鸟属的成员。这个物种的独立性存在争议，他可能是小个体或未成年的迅猛高鸟。但如果他是一个独立物种，他将凭借现代叫鹤般的体型成为本属最小的物种。

### 捷足高鸟 Bathornis celeripes
Wetmore在1958年描述的物种，可追溯到南达科他州的渐新世上层沉积。它在大约 16 个标本中得到了较好的研究，这些材料主要是后肢，但也有前肢和肩带材料。虽然它被Wetmore描述为奔高鸟的一个较小的变种，但实际上两者大小十分相似。当然，在体型更大的地纹高鸟和巨副凤冠雉(Paracrax gigantea)面前，捷足高鸟仍是个小个子。

### 弗氏高鸟 Bathornis fricki
最晚期的高鸟类物种之一，发现自早中新世的阿里卡里安矿床中。与捷足高鸟极为相似，一些研究人员认为捷足高鸟是弗氏高鸟的直系祖先。

### 小高鸟 Bathornis minor
可能是弗氏高鸟的同物异名。

### 迹足高鸟 Bathornis grallator
迹足高鸟发现于晚始新世怀俄明州的Washakie组，Willwood组也曾描述过类似的化石，但它们在叫鹤目——更不用说高鸟类——中的地位尚不清楚。人们一开始认为其是一种陆地活动的美洲鹫，但Storrs Olson在 1985 年将其重新分配给了高鸟属。
虽然在此之后，关于是“Bathornis grallator”还是“Neocathartes grallator”的讨论仍在继续，但近期大多数人们仍将其放在高鸟属中。

### 其他
其他一些来自晚始新世和渐新世的未被描述的标本已被推定为属于高鸟属，并等待进一步研究。

## 古生态学
由于高鸟属存在时间长和物种种类多，其物种史跨越了多种不同类型的环境。然而，根据经验，它们的已知分布范围散落在现在的大平原附近。这促使大多数人将其想象为开阔平原环境中的陆行捕食者，在干燥的地区寻找猎物。
然而，最近却有研究得出了高鸟可能更适应湿地生物群落生活的结论。
无论哪种情况，高鸟都存在于丰富的哺乳动物群中——奔高鸟与巨角犀共存，地纹高鸟则与高齿羊奔跑在一片蓝天下，这可能意味着高鸟对这些哺乳动物(包括其幼崽)的捕食。它们同时与几种食肉动物共享环境，如哺乳动物中的鬣齿兽科、豨科和猎猫科，还有同属叫鹤目的亲戚副凤冠雉(Paracrax)，这些食肉动物可能与高鸟们存在竞争关系 。
有趣的是，如果高鸟更倾向于湿地生活，那么他们就会与适应更干燥生活环境的副凤冠雉产生生态位分歧，两者可能是通过这种方式减缓竞争达到共存的。
高鸟属在约2000万年前的早中新世退出了历史舞台，在此之后叫鹤目便仅在南美洲有所分布，直到泰坦鸟于约1500万年后代表着叫鹤目重新踏上北美大陆，此时北美已经物是人非。